# 梅里兹河畔阿尔德奈
梅里兹河畔阿尔德奈（法語：Ardenay-sur-Mérize，法語發音：[aʁdənɛ syʁ meʁiz]）是法国萨尔特省的一个市镇，属于马梅尔斯区。

## 地理
梅里兹河畔阿尔德奈（47°59'42"N, 0°25'29"E）面积11.67 平方千米，位于法国卢瓦尔河地区大区萨尔特省，该省份为法国西北部内陆省份，北起顺时针与奥恩省、厄尔-卢瓦省、卢瓦-谢尔省、安德尔-卢瓦尔省、曼恩-卢瓦尔省和马耶讷省接壤，是法国大西部的入口，连接卢瓦尔河谷、布列塔尼和巴黎盆地。
与梅里兹河畔阿尔德奈接壤的市镇（或旧市镇、城区）包括：苏利特雷、梅里兹河畔勒布雷伊、叙尔丰、沙勒、帕里涅莱韦克、圣马尔拉布里耶尔。

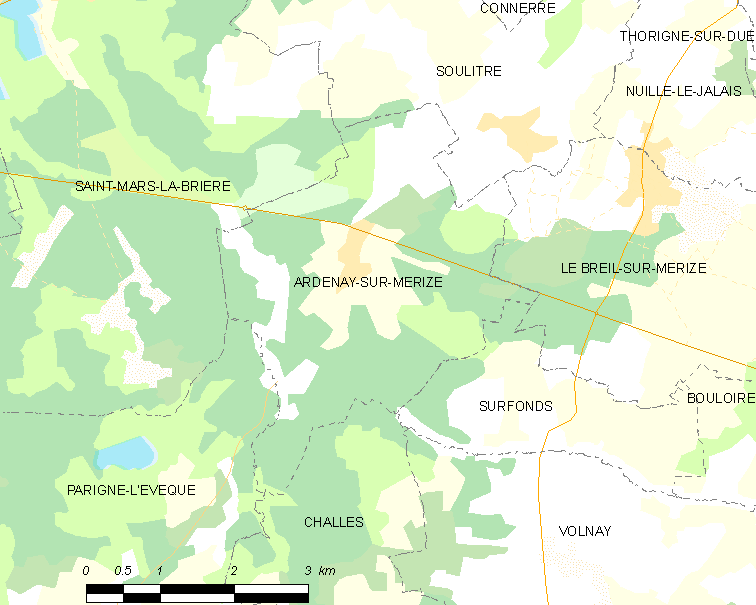
梅里兹河畔阿尔德奈的OSM定位图

梅里兹河畔阿尔德奈的时区为UTC+01:00、UTC+02:00（夏令时）。

## 行政
梅里兹河畔阿尔德奈的邮政编码为72370，INSEE市镇编码为72007。

## 政治
梅里兹河畔阿尔德奈所属的省级选区为萨维涅莱韦克县。

## 人口

1962-2008年间梅里兹河畔阿尔德奈人口变化图示

梅里兹河畔阿尔德奈于2022年1月1日时的人口数量为499人。